# Leptomenes moestus
Leptomenes moestus är en stekelart som beskrevs av Giordani Soika. Leptomenes moestus ingår i släktet Leptomenes och familjen Eumenidae. Inga underarter finns listade i Catalogue of Life.